# 彦布
彦布（？—？），镶白旗满洲人，是一名清朝政治人物。荫生出身。
彦布曾于嘉庆九年接替岳山任福州府知府一职，嘉庆十一年由多托礼接任。